# Tarragona (Philippines)
Pour les articles homonymes, voir Tarragona.
Tarragona est une localité de la province du Davao oriental, aux Philippines. En 2015, elle compte 26 225 habitants.